# Уолкотт, Джерси Джо
Джерси Джо Уолкотт (англ. Jersey Joe Walcott; настоящее имя Арнольд Рэймонд Крим, англ. Arnold Raymond Cream; 31 января 1914, Мерчантвилл, Нью-Джерси, США — 25 февраля 1994, Камден, Нью-Джерси, США) — американский боксёр-профессионал, чемпион мира в супертяжелом весе.
Взял себе имя «Джо Уолкотт» в честь легендарного барбадосского боксёра Джо Уолкотта, прозвище «Джерси» (по штату, в котором он родился) было прибавлено, чтобы не путать двух боксёров, к 1930 году, когда Джерси Джо дебютировал на ринге, барбадосский Уолкотт был ещё жив.

## Биография
Джо Уолкотт (Арнольд Рэймонд Крим) родился в январе 1914 года в бедной многодетной семье. Юношей Арнольд пришёл в боксерский клуб. Там он познакомился с Джо Уолкоттом по кличке «Барбадосский демон». Этот боксер восхищал Арнольда своими блистательными победами в полусреднем весе, а также свирепостью: у некоторых соперников бледнели лица при одном его появлении на ринге. Страшное лицо Уолкотта, его тяжелый взгляд вызывали желание побыстрее унести ноги.
Чем-то молодой боксер понравился этому угрюмому, безжалостному бойцу, он дал ему несколько полезных советов, и Крим решил взять фамилию своего идола, добавив слово «Джерси», дабы было ясно, откуда он родом.
Джерси Джо Уолкотт рано налился мужской силой и уже 16-летним этот молчаливый кряжистый парень начал драться со сложившимися, бывалыми бойцами. Спустя три года он женился и стал отцом шестерых детей. Сведений о его ранних боях нет, что косвенно свидетельствует о том, что на протяжении ряда лет он состязался без особого блеска.
В 1944 году он вообще оставил бокс, поскольку это занятие, отнимая у Джерси Джо уйму времени и сил, в сущности, ничего не возвращало взамен. Он приходил домой уставшим и в синяках, но с пустым карманом. Поэтому, нанявшись работать на мыловаренный завод в своем родном городе Кемден, Уолкотт совершенно перестал тренироваться.
Но тут его судьба снова круто изменилась. Одному местному бизнесмену взбрело в голову провести своего рода боксерский чемпионат штата Нью- Джерси, причем, в один день, дабы особенно не тратиться на аренду ринга. Среди прочих он пригласил и Уолкотта, который в своем штате имел известность. Джерси Джо отказался. Тогда босс пообещал ему бесплатную экипировку, 500 долларов за одно участие и вдвое больше, если выйдет победителем. Полунищий, обремененный заботами боксер дал согласие.
К этому турниру он готовился всего две недели. Но его отчаяние было так велико, что в один день он избил всех шестерых соперников и отправился домой триумфатором с тысячью долларов — целое состояние для тогдашнего Уолкотта. После этого у него словно открылось второе дыхание, с каждым годом он стал представлять все большую силу, вызывая всеобщее изумление, по поводу чего газета «Сан» писала так: «Он, похоже, ничего не знает о течении времени, начав побеждать в возрасте, когда любой другой мужчина подводит итоги и задумывается об уходе из бокса».
После 21 года пребывания на ринге, в июле 1951 года Джерси Джо Уолкотт делает в Питсбурге последнюю попытку выиграть титульный бой. Первые раунды Эззард Чарльз имел хорошее преимущество, но не подавляющее. Гром грянул в 7- м раунде, когда Уолкотт, обладавший редкой способностью находить какие- то таинственные силы в критических ситуациях, внезапно ожил и выполнил свою любимый и странный прием. Он почти повернулся к Чарльзу спиной, а когда тот шагнул к претенденту, молниеносно повернулся и нанес левой жестокий хук. На этом, в сущности, все и кончилось. Чемпион мира обмяк, и добить его не представляло проблемы. Едва поверженный Чарльз пришёл в себя, как сразу заявил репортерам, что обязательно вызовет Уолкотта на матч-реванш. В тяжелом и малоинтересном бою он проиграл Уолкотту по очкам.
Но недолго Джо Уолкотту удалось продержаться на троне. Свой следующий титульный бой он проводил с великолепным мастером Рокки Марчиано. 23 сентября 1952 года в тринадцатом раунде жестокого кровавого боя, похожего на бой Сэйерса с Хинэном в 1860 году, Марчиано отправил Уолкотта в нокаут. В этом драматическом сражении Марчиано сам истекал кровью, которая сочилась из разбитых бровей и глубокой раны на носу. Он получил первый за свою карьеру нокдаун и безнадежно отставал по очкам. Уолкотту оставалось продержаться только три раунда, но чуда не случилось. Уолкотт вспоминал об этом так:

Как только я упал, погас весь свет.
Через год Марчиано добил «осколки» бывшего чемпиона в матче-реванше.
Джерси Джо Уолкотт стал шерифом в родном Камдене и до конца своих дней, он умер в 1994 году, пользовался у местных жителей большим уважением. В 1965 году он был рефери Сонни Листона и Мохаммеда Али (тогда Кассиуса Клея), и жители Камдена очень гордились ролью своего земляка в том легендарном матче.

## Результаты боёв
| Бой | Дата | Соперник | Судьи | Место боя | Раундов | Результат | Дополнительно |
| --- | ---- | -------- | ----- | --------- | ------- | --------- | ------------- |
|     |      |          |       |           |         |           |               |
| Бой | Дата | Соперник | Судьи | Место боя | Раундов | Результат | Дополнительно |